# Saint-Georges-en-Couzan
Saint-Georges-en-Couzan je naselje in občina v jugovzhodnem francoskem departmaju Loire regije Rona-Alpe. Leta 2010 je naselje imelo 400 prebivalcev.

## Geografija
Kraj leži v pokrajini Forez ob reki Lignon du Forez, 58 km severozahodno od Saint-Étienna.

## Uprava
Saint-Georges-en-Couzan je sedež istoimenskega kantona, v katerega so poleg njegove vključene še občine Chalmazel, Châtelneuf, Jeansagnière, Palogneux, Sail-sous-Couzan, Saint-Bonnet-le-Courreau, Saint-Just-en-Bas in Sauvain s 3.730 prebivalci (v letu 2008).
Kanton Saint-Georges-en-Couzan je sestavni del okrožja Montbrison.

## Zanimivosti
- cerkev sv. Baldomirja Lyonskega;